# Volvulella panamica
Volvulella panamica är en snäckart som beskrevs av Dall 1919. Volvulella panamica ingår i släktet Volvulella och familjen Retusidae. Inga underarter finns listade i Catalogue of Life.